# Raïon de Tcherven
Le raïon de Tcherven (en biélorusse : Чэ́рвеньскі раён, Tchervenski raïon ; en russe : Червенский район, Tchervenski raïon) ou raïon d'Ihoumen (en biélorusse : Ігуменскі раён, Ihoumenski raïon) est une subdivision de la voblast de Minsk, en Biélorussie. Son centre administratif est la ville de Tcherven.

## Géographie
Le raïon couvre une superficie de 1 630,39 km2, dans l'est de la voblast. La forêt occupe 39 % du territoire du raïon. Le raïon de Tcherven est limité au nord par le raïon de Smaliavitchy et le raïon de Baryssaw, à l'est par le raïon de Berazino, au sud par la voblast de Moguilev (raïon d'Assipovitchy) et le raïon de Poukhavitchy, et à l'ouest par le raïon de Minsk.

## Histoire
Le raïon de Tcherven a été créé le 17 juillet 1924.

## Population

### Démographie
Les résultats des recensements de la population (*) font apparaître une baisse presque continue de la population depuis 1959. Ce déclin s'est accéléré dans les premières années du XXIe siècle :
Recensements (*) ou estimations de la population :
| 1959*  | 1970*  | 1979*  | 1989*  | 1999*  | 2009*  |
| ------ | ------ | ------ | ------ | ------ | ------ |
| 52 238 | 51 284 | 47 203 | 41 603 | 39 629 | 33 383 |

### Nationalités
Selon les résultats du recensement de 2009, la population du raïon se composait de deux nationalités principales :
- 93,2 % de Biélorusses ;
- 4,3 % de Russes.

### Langues
En 2009, la langue maternelle était le biélorusse pour 77,95 % des habitants du raïon de Tcherven et le russe pour 19,73 %. Le biélorusse était parlé à la maison par 47,13 % de la population et le russe par 46,36 %.